# 펠릭스 로드리게스
펠릭스 안토니오 로드리게스(Felix Antonio Rodriguez, 1972년 12월 5일 ~ )는 전 KBO 리그 KIA 타이거즈의 외국인 야구 선수이다.
1989년 '로스앤젤레스 다저스' 입단해 프로선수로 데뷔하였다. 2005년 뉴욕 양키스, 2006년 워싱턴 내셔널스를 거쳐 2007년에는 대한민국의 프로야구팀 KIA 타이거즈에서 용병 선수로 뛰었다.
'일명 F-로드'라 불리며 메이저 리그에서 33승 26패 11세이브 133홀드라는 어마어마한 기록을 세운다.